# Daisuke Asakura
Daisuke Asakura (浅倉 大介, Asakura Daisuke) (né le 4 novembre 1967 à Asakusa, Tokyo) est un auteur-compositeur, claviériste, musicien et producteur japonais. Asakura est membre d'Access, duquel il est compositeur, producteur et claviériste. Access est à l'origine formé en 1992 par Asakura avec le chanteur Hiroyuki Takami, un duo qui se sépare par la suite. En 2002, Access annonce son retour. Entretemps, Asakura lance son propre label discographique, Darwin Records, en 1998.

## Biographie

### Débuts
Asakura est né le 4 novembre 1967 à Asakusa, dans la localité de Taito, à Tokyo. Asakura apprend tôt à jouer du piano. Il s'inspire largement de la Yellow Magic Orchestra, puis finit par s'initier au clavier Yamaha grâce auquel il commence à créer des sons. En parallèle au clavier Yamaha, Asakura est découvert par Tetsuya Komuro du groupe TM Network (TMN), et abandonne le clavier pour collaborer avec Komuro en tant qu'apprenti. Asakura commence à rejouer du clavier à la tournée Tour '87〜'88 Kiss Japan et plus particulièrement du synthétiseur pendant la tournée Rhythm Red de 1990. En 1991, Asakura publie son premier album, intitulé Landing Time Machine, qui comprend des reprises de TMN et des chansons originales.
Asakura fait plus tard connaissance du chanteur Hiroyuki Takami. Les deux finissent par former le groupe Access (ou AXS) en 1992, après le départ d'Asakura de TM Network. En novembre 1992, le duo lance son premier single, Virgin Emotion. Par la suite, en avril 1993, sort leur premier album, Fast Access. Le groupe se sépare en 1995 et les membres partent chacun de leur côté.

### Iceman et Mad Soldiers
La séparation d'Access permet à Asakura de se consacrer à d'autres projets, comme composer et produire des morceaux pour les nouveaux artistes. L'un d'entre eux s'appelle Takanori Nishikawa, mieux connu sous le nom de scène T.M.Revolution (ou TMR). À la mi-1996, Asakura lance un trio appelé Iceman, avec Ken'ichi Ito (guitare) et Michihiro Kuroda (chant). En 1998, Iceman est signé au label d'Asakura, Darwin Records. Cependant, le groupe se dissout.
Après ces quelques années au sein de Iceman, Asakura se forme une bonne réputation de compositeur. En 1999, Asakura reforme son projet avec Nishikawa. Encore plus tard, il produit plusieurs singles et albums pour divers chanteurs de J-pop. Il participe à la bande son de l'anime Gravitation. En 2001, Asakura publie un album solo intitulé DecAde 〜The Best of Daisuke Asakura〜. À cette période, il forme temporairement un duo avec le guitariste de Iceman, Ken'ichi Ito, appelé Mad Soldiers.

### Retour d'Access et autres projets
En 2002, le groupe Access, au sein duquel il est membre, annonce son retour. Ensuite, Asakura et Hiroyuki Takami publient un nouveau single, intitulé Only the Love Survive, qui atteint les classements de l'Oricon. En 2003, Asakura forme un club de DJ appelé Sequence Virus auquel il contribue sur les albums. Asakura se remet ensuite à travailler en solo comme producteur, compositeur et chanteur. Entre 2004 et 2005, il forme un projet solo appelé Quantum Mechanics Rainbow.
À la période 2006-2007, Asakura produit deux singles pour l'idole Kimeru et repart en tournée avec TM Network, en remplacement de Tetsuya Komuro. En novembre 2007, il célèbre les quinze ans d'existence d'Access. En 2008, Asakura lance le projet Da Metaverse spécialement sur iTunes. En 2009, Asakura participe à la bande son de l'anime Kōkaku no regios, pour lequel il est aussi producteur. En 2009 et 2010, Asakura forme d'autres projets musicaux, Drei Projekt et Sugar and the Honey Tones, respectivement.

## Discographie

### Singles
- 1995 : Cosmic Runaway
- 1995 : Siren's Melody
- 1995 : Black or White?
- 1995 : Rainy Heart ~doshaburi no omoide no naka

### Albums
- 1991 : LANDING TIMEMACHINE
- 2004 : Quantum Mechanics Rainbow I: Violet Meme
- 2004 : Quantum Mechanics Rainbow II: Indigo Algorithm
- 2004 : Quantum Mechanics Rainbow III: Blue Resolution
- 2004 : Quantum Mechanics Rainbow IV: Green Method
- 2004 : Quantum Mechanics Rainbow V: Yellow Vector
- 2004 : Quantum Mechanics Rainbow VI: Orange Compile
- 2005 : Quantum Mechanics Rainbow VII: Red Trigger
- D-Trick
- ELECTROMANCER
- 21st Fortune CD